# Górki Wschodnie
Górki Wschodnie (seit 1840 Östlich Neufähr) ist eine Siedlung im Danziger Stadtbezirk Wyspa Sobieszewska in der Woiwodschaft Pommern in Polen. Es ist Sitz von Forschungsinstituten. Im Jahr 1928 gab es eine internationale Flugverbindung nach Schweden.

## Geographie

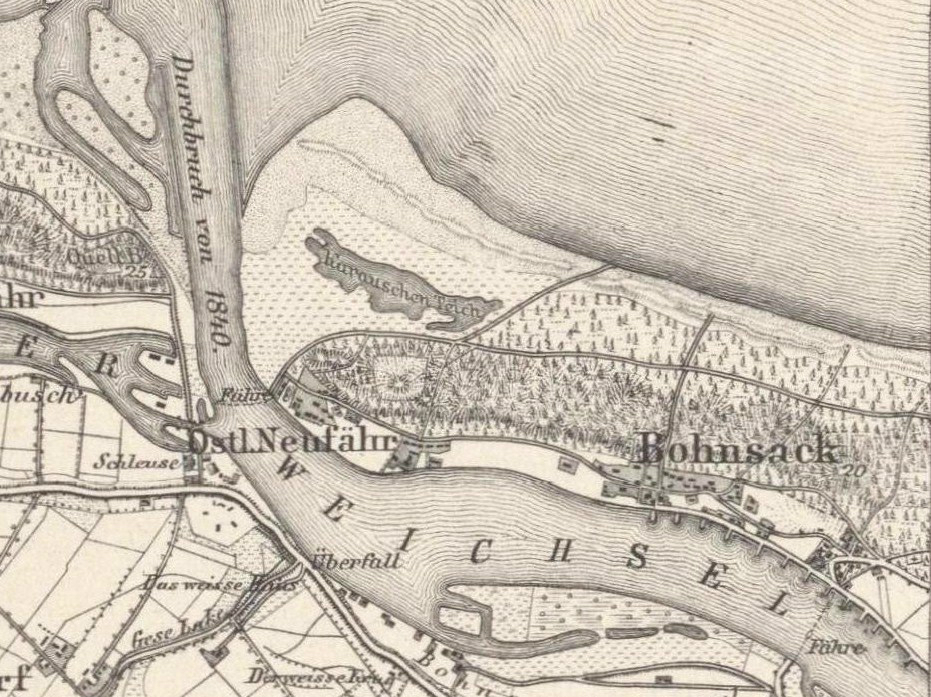
Karte des Weichseldurchbruchs, 1901

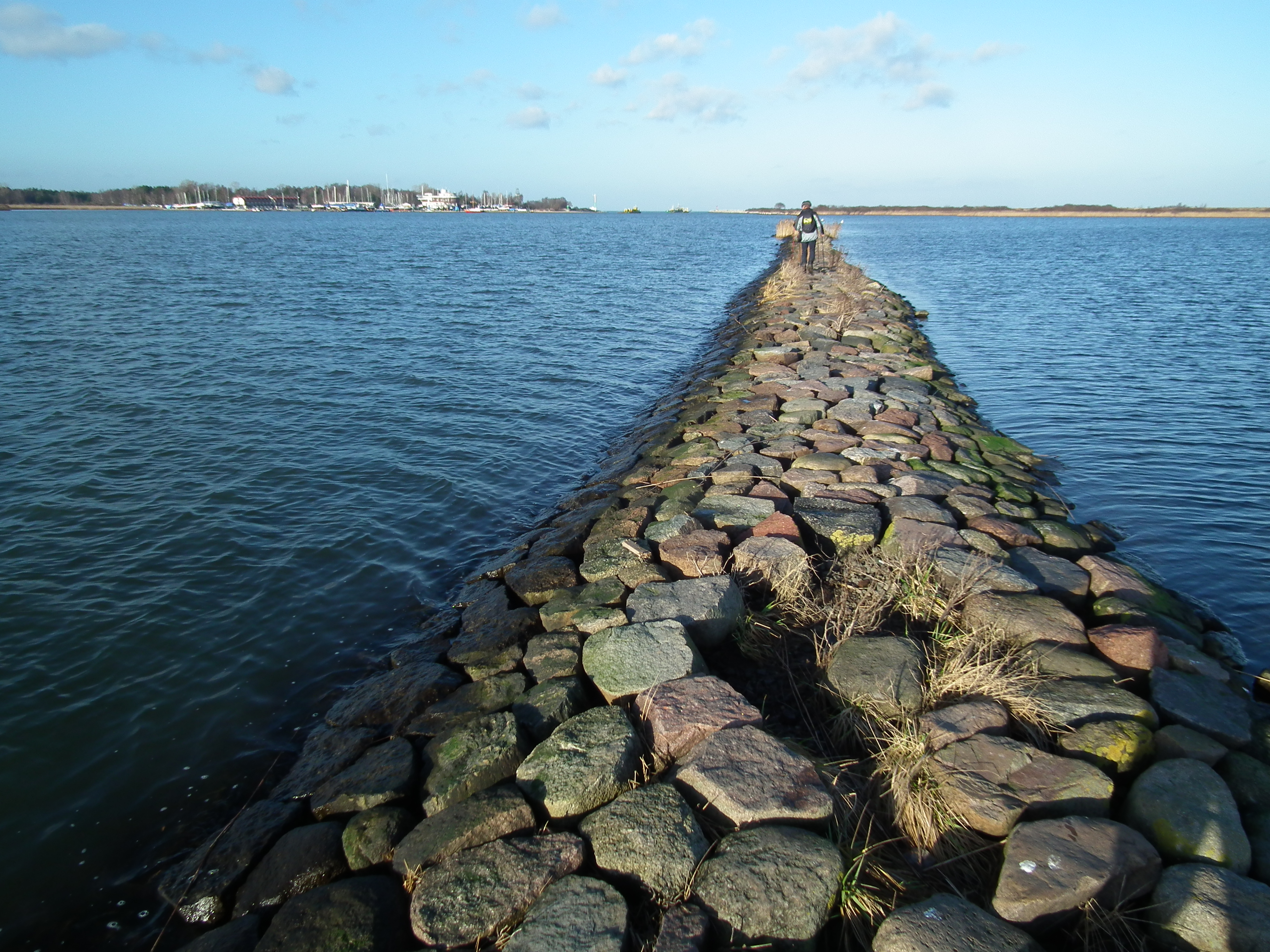
Damm von 1887

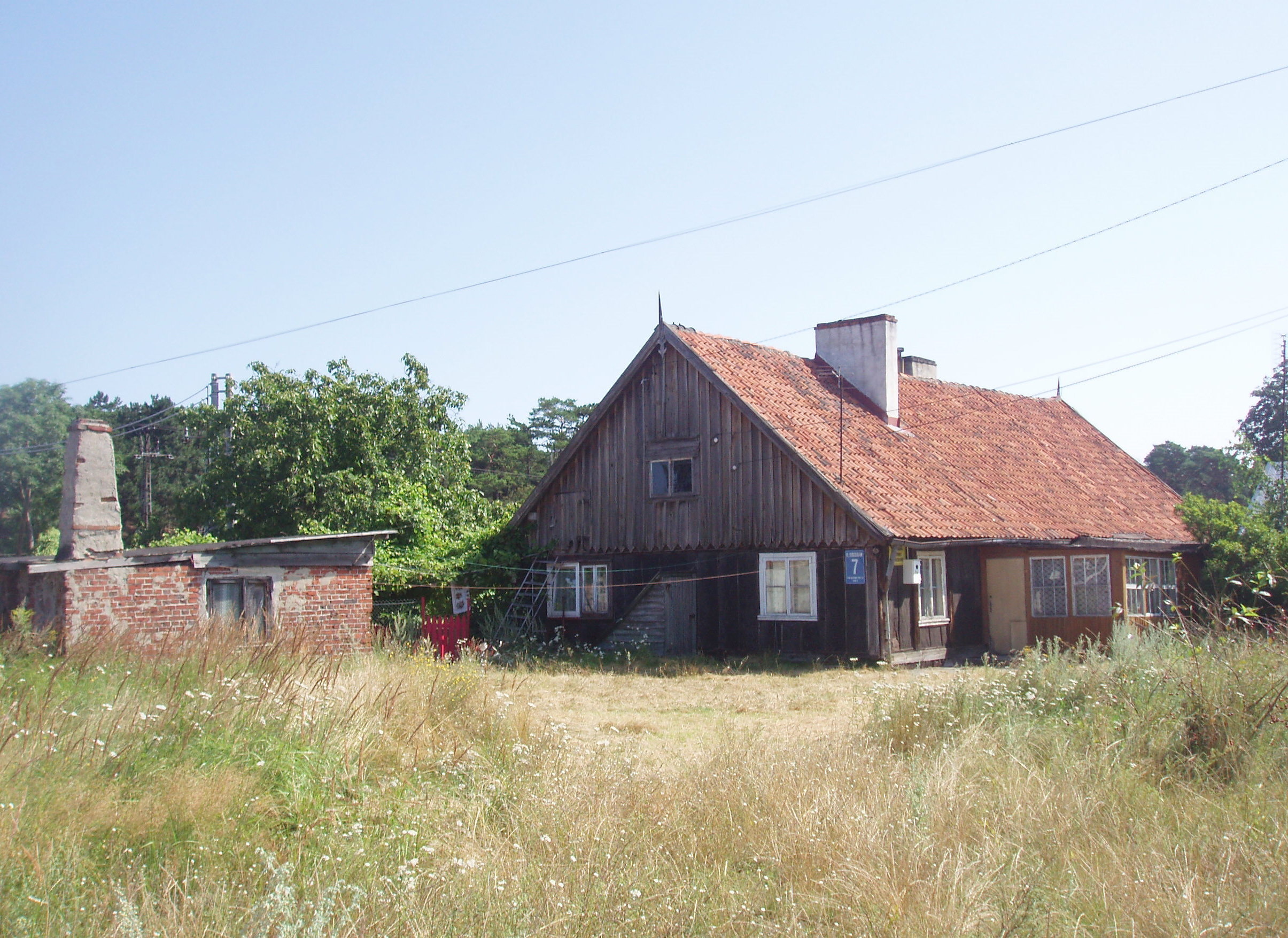
Fischerhaus und Räucherstube, 2012

Der Ort liegt etwa acht Kilometer östlich der Stadtmitte Danzigs am Weichseldurchbruch. Er liegt auf der Danziger Nehrung und auf der Westspitze der Wyspa Sobieszewska (Bohnsacker Insel). Im Norden grenzt er an die Danziger Bucht der Ostsee und im Osten an Sobieszewo (Bohnsack). Im Süden liegen jenseits der Toten Weichsel Wiślinka (Weßlinken) und Płonia Wielka (Groß Plehnendorf). Im Westen liegt jenseits des Weichseldurchbruch Górki Zachodnie (Westlich Neufähr). Im Norden liegt die Mierzeja Messyńska (Halbinsel Messina) und das Natur- und Vogelschutzgebiet Ptasi Raj.

## Geschichte
Mit der zweiten Polnischen Teilung wurde das Gebiet der Stadt Danzig 1793 von Preußen annektiert. In den Jahren von 1807 bis 1813 gehörte Neufähr zur Republik Danzig. Infolge eines Eisstaus brach die Weichsel Anfang Februar 1840 durch die Deiche und den Dünenstreifen der Nehrung. Acht Bauernhöfe wurden zerstört, ohne dass es Todesopfer gab. Westlich und Östlich Neufähr waren getrennt, bildeten aber weiterhin eine Gemeinde. Nach einem weiteren Hochwasser 1886 wurde im folgenden Jahr ein steinerner Damm von Östlich Neufähr zur Insel Messina gebaut, um das Flusswasser besser abzuleiten.
Am 1. Januar 1874 wurde die Kreisordnung für die Provinz Preußen eingeführt, diese wurde vier Jahre später wieder in die Provinzen Ost- und Westpreußen geteilt. Am 25. April 1874 wurde der Amtsbezirk Einlage gebildet. Das Dorf Östlich Neufähr war ein Ort der Landgemeinde Neufähr im Landkreis Danzig (ab 1887 Kreis Danziger Niederung). Die Einwohnerzahl stieg von 522 (in 1885) auf 540 (1905) an und sank auf 500 (1929) ab. Zuständig war das Amtsgericht Danzig. Evangelische waren nach Bohnsack eingepfarrt, für Katholiken war die Königliche Kapelle und ab 1926 die Danziger Liebfrauenkirche Pfarrkirche. Die Pfarrkirche in Sobieszewo (Bohnsack) wurde 1947 katholisch geweiht.
Die Entwicklung des Orts Einlage erfolgte, als mit dem Bau des Weichseldurchstichs begonnen wurde. Im Jahr 1895 wurde eine Schleuse gebaut, die den Wasserstand in der Toten Weichsel regulierte und als Hochwasserschutz diente. Neben der Schleuse für Schiffe gab es auch eine für Flöße. Zwischen den Schleusen befand sich eine Quarantäneanlage. Einlage erhielt einen Hafen für seine Fischer. An der Toten Weichsel gab es einen Anleger für Sportboote und einen Badebereich. Im Jahr 1905 wurde die Schmalspurbahn der Westpreußischen Kleinbahnen eröffnet. In der Landgemeinde bestanden die Haltestellen Schusterkrug, Einlage und Einlage Siedlung.
Kreis und Amtsbezirk wurden gemäß den Bestimmungen des Friedensvertrags von Versailles am 10. Januar 1920 an die Freie Stadt Danzig abgetreten. Im Jahr 1923 lebten in 144 Gebäuden 484 Menschen. Im Ort gab es eine zweiklassige Schule. Der Wasserflughafen Danzig-Östlich-Neufähr hatte 1928 eine Verbindung nach Kalmar in Schweden, die die Deutsche Luft Hansa (DLH) mit Flugbooten vom Typ Dornier Wal bediente. Der Weiterflug nach Warschau oder Berlin erfolgte im zehn Kilometer entfernten Flughafen Danzig. Am südlichen Ufer wurden Abfertigungsgebäude gebaut. Im Juli 1932 machte dort die Dornier Do X bei ihrem Deutschlandflug für eine Woche fest. Nach dem deutschen Überfall auf Polen kam das Gebiet von 1939 bis 1945 völkerrechtswidrig zum Reichsgau Danzig-Westpreußen und in der Folge des Zweiten Weltkriegs an die Republik Polen. Die deutschen Ortsbewohner wurden vertrieben. Ein beträchtlicher Teil war jedoch geflohen, da die Nehrung bis zum 9. Mai 1945 zum Kampfgebiet gehörte. Bis 1945 bestand eine Fährverbindung mit Górki Zachodnie.
Der Ort erhielt den polnischen Namen Górki Wschodnie. Im Jahr 1950 lebten in 42 Häusern 207 Menschen. Im Mai 1959 wurde eine Fischräucherei eröffnet, die 1960 um eine Fischverarbeitungsanlage erweitert wurde. Am 1. Januar 1973 wurde die Wyspa Sobieszewska als Stadtbezirk in die Verwaltungsgrenzen der Stadt Danzig eingegliedert. Im Fischereihafen waren um 2003 wurden acht Fischerboote registriert.  Neben der Station der Universität Danzig für Meeresbiologie gibt es eine ornithologische Station und das Institut für Zoologie der Polnischen Akademie der Wissenschaften mit einem Museum. Das ehemalige Fischerdorf ist heute Wohnsiedlung und Urlaubsort.

## Verkehr
Im nahen Sobieszewo wird die Woiwodschaftsstraße 501 von Danzig nach Krynica Morska (Kahlberg-Liep) erreicht. Der Ort ist an den städtischen Busverkehr angebunden.